# Karl Wilhelm Marschall von Bieberstein

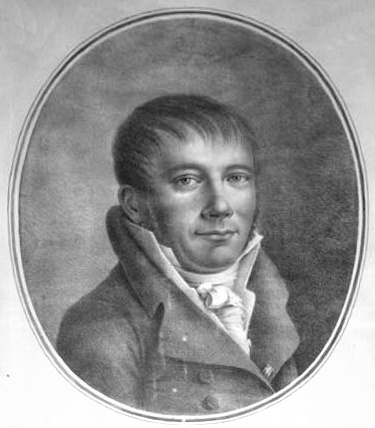
Karl Wilhelm Freiherr Marschall von Bieberstein

Karl Wilhelm Freiherr Marschall von Bieberstein (* 21. Dezember 1763 in Stuttgart; † 11. August 1817 in Karlsruhe) aus der Familie Marschall von Bieberstein war badischer Innenminister.

## Herkunft
Karl Wilhelm Marschall von Bieberstein war ein Familienmitglied des alten meißnischen Adelsgeschlechts Marschall von Bieberstein. Seine Eltern waren der württembergische Oberst und spätere oettingen-wallersteinische Hofmarschall Conrad Otto Christoph Freiherr Marschall von Bieberstein (1726–1796) und dessen Frau Johanna Theresia Henriette geb. von Wolf (1738–1783). Wie seine beiden Brüder Ernst Franz Ludwig und Friedrich August war Karl Wilhelm Marschall von Bieberstein Absolvent der Hohen Karlsschule in Stuttgart. Er hielt dort selbst Vorlesungen über römisches Recht.

## Leben
Marschall von Bieberstein wurde 1792 Hof- und Regierungsrat beim Markgrafen Karl Friedrich von Baden in Karlsruhe. 1800 wurde er Vizepräsident und 1803 Präsident des Hofratskollegiums. Im Jahre der Erhebung Badens zum Großherzogtum 1806 wurde er Geheimrat und Leiter des Departements des Inneren (Innenminister) in der neu gebildeten Badischen Staatsregierung, 1808 auf französische Veranlassung als Hofrichter an das Hofgericht Mannheim versetzt, 1809 neben Reizenstein Staatsminister und übernahm 1810 erneut das Ministerium des Innern. Marschall von Bieberstein trieb die Verwaltungsorganisation des rasch vergrößerten, aus verschiedensten Gebietsteilen zusammengesetzten Großherzogtums voran. 1811 wurde er Gesandter beim König von Württemberg in Stuttgart, 1813 nochmals kurzzeitig badischer Innenminister und 1814 badischer Bevollmächtigter beim Wiener Kongress, wo er die Integrität Badens gegen Bayern mit Erfolg verteidigte und wo er wieder stark mit Verfassungsfragen beschäftigt war. Er setzte beim Großherzog die Ankündigung einer landständischen Verfassung durch, die als badische Verfassung nach einigen Veränderungen 1818 verabschiedet wurde. 1815 ging Marschall von Bieberstein als badischer Gesandter nach Stuttgart, wurde aber in seinem Todesjahr 1817 wieder nach Karlsruhe zur Übernahme des Ministeriums berufen.

## Familie
Karl Wilhelm Marschall von Bieberstein war mit Wilhelmine von Reck (1782–1856) verheiratet. Das Paar hatte drei Söhne und eine Tochter. Die Söhne und Enkel bekleideten im Staatsdienst des Großherzogtums Baden und des Deutschen Kaiserreichs ebenfalls Ministerposten:
- August Friedrich (1804–1888), badischer Jurist und Diplomat

⚭ Freiin Ida von Falkenstein (1810–1857), Eltern des späteren Diplomaten Adolf Hermann (1842–1912)
⚭ Freiin Adelheid von Falkenstein (1814–1893)
- Adolf Ludwig (1806–1891), badischer Innenminister ⚭ Marie Marschall von Bieberstein (1819–1904), Eltern von Adolf Marschall von Bieberstein (Politiker, 1848) (1848–1920)
- Pauline Louise Natalie (* 27. April 1807; † 1860) ⚭ 1829 Eduard von Uexküll-Gyllenband (* 1800), Forstrat
- Karl Eduard Otto (* 11. April 1810; † 9. Oktober 1876), Hauptmann der Artillerie, Kammerherr

## Veröffentlichungen
- zusammen mit Ernst Franz Ludwig Marschall von Bieberstein: Untersuchungen über den Ursprung und die Ausbildung der gegenwärtigen Anordnung des Weltgebäudes, Gießen und Darmstadt, 1802 Google Digitalisat